# Nickelodeon Movies
Nickelodeon Movies — американская компания, занимается созданием и распространением художественных и мультипликационных фильмов, основанных на программах канала Nickelodeon.
Компания основана в 1995 году. Первый фильм «Шпионка Харриэт» выпущен в 1996 году совместно с Paramount Pictures. 21 августа 2006 года стала частью компании Paramount Pictures. По состоянию на 2020 год, Губка Боб Квадратные Штаны, персонаж из Nicktoon с тем же именем, является талисманом студии, то же самое для Nickelodeon и его студии анимации.

## Фильмография
| Название фильма                        | Релиз фильма          | Студия(и) | Кассовые сборы | Бюджет   | фильмы и мультфильмы |
| -------------------------------------- | --------------------- | --- | -------------- | -------- | -------------------- |
| Шпионка Хэрриэт                        | 10 июля 1996 года     | Paramount Pictures/Rastar                                                                                     | $26,570,048    | $13 млн  | Кинофильм            |
| Отличный гамбургер                     | 25 июля 1997 года     | Paramount Pictures/Tollin/Robbins Productions                                                                 | $23,712,993    | $9 млн   | Кинофильм            |
| Карапузы                               | 20 ноября 1998 года   | Paramount Pictures/Klasky Csupo                                                                               | $140,894,675   | $21 млн  | Мультфильм           |
| Снежный день                           | 11 февраля 2000 года  | Paramount Pictures/C.O.R.E Digital Pictures                                                                   | $62,464,731    | $13 млн  | Кинофильм            |
| Карапузы в Париже                      | 17 ноября 2000 года   | Klasky Csupo                                                                                                  | $103,291,131   | $30 млн  | Мультфильм           |
| Джимми Нейтрон: Мальчик-гений          | 21 декабря 2001 года  | O Entertainment/DNA Productions                                                                               | $102,992,536   | $30 млн  | Мультфильм           |
| Останавливающие время                  | 29 марта 2002 года    | Valhalla Motion Pictures                                                                                      | $38,793,283    | $26 млн  | Кинофильм            |
| Арнольд!                               | 28 июня 2002 года     | Paramount Pictures/Snee-Oosh, Inc                                                                             | $15,249,308    | $3–4 млн | Мультфильм           |
| Дикая семейка Торнберри                | 20 декабря 2002 года  | Paramount Pictures/Klasky Csupo                                                                               | $60,694,737    | $35 млн  | Мультфильм           |
| Карапузы встречаются с Торнберри       | 13 июня 2003 года     | Paramount Pictures/Klasky Csupo                                                                               | $55,405,466    | $25 млн  | Мультфильм           |
| Губка Боб Квадратные Штаны             | 19 ноября 2004 года   | Paramount Pictures/United Plankton Pictures                                                                   | $140,161,792   | $30 млн  | Мультфильм           |
| Лемони Сникет: 33 несчастья            | 17 декабря 2004 года  | DreamWorks Pictures/Parkes/MacDonald Productions                                                              | $209,073,645   | $142 млн | Кинофильм            |
| Сумасшедшие бальные танцы              | 13 мая 2005 года      | Paramount Classics/Just One Productions                                                                       | $8,117,961     |          | Кинофильм            |
| Твои, мои и наши                       | 23 ноября 2005 года   | Robert Simonds Company/Metro-Goldwyn-Mayer/Columbia Pictures                                                  | $72,028,752    | $45 млн  | Кинофильм            |
| Суперначо                              | 16 июня 2006 года     | HH Films/Black & White Productions                                                                            | $99,255,460    | $35 млн  | Кинофильм            |
| Рога и копыта                          | 4 августа 2006 года   | Paramount Pictures/O Entertainment                                                                            | $108,000,000   | $52 млн  | Мультфильм           |
| Паутина Шарлотты                       | 15 декабря 2006 года  | Paramount Pictures/Walden Media                                                                               | $144,877,632   | $85 млн  | Кинофильм            |
| Хроники Спайдервика                    | 14 февраля 2008 года  | Paramount Pictures/The Kennedy/Marshall Company                                                               | $162,899,667   | $90 млн  | Кинофильм            |
| Ангус, стринги и поцелуи взасос        | 12 марта 2009 года    | Paramount Pictures                                                                                            | $13,835,569    | $1 млн   | Кинофильм            |
| Отель для собак                        | 16 января 2009 года   | DreamWorks/Cold Spring Pictures/Donners' Company/Montecito Picture Company                                    | $117,000,198   | $75 млн  | Кинофильм            |
| Представь себе                         | 12 июня 2009 года     | Paramount Pictures                                                                                            | $22,985,194    | $55 млн  | Кинофильм            |
| Повелитель стихий                      | 1 июля 2010 года      | Paramount Pictures/The Kennedy/Marshall Company/Blinding Edge Pictures                                        | $319,713,881   | $150 млн | Кинофильм            |
| Ранго                                  | 17 марта 2011 года    | Paramount Pictures/Blind Wink Productions/GK Films/Industrial Light & Magic                                   | $ 245,724,603  | $135 млн | Мультфильм           |
| Приключения Тинтина: Тайна «Единорога» | 3 ноября 2011 года    | Paramount Pictures/Columbia Pictures/Amblin Entertainment/Marshall Company/Hemisphere Media Capital           | $374,000,000   | $140 млн | Мультфильм           |
| Коротышка                              | 26 октября 2012 года  | Paramount Pictures/Anonymous Content                                                                          | $9,402,410     | $14 млн  | Кинофильм            |
| Черепашки-ниндзя                       | 7 августа 2014 года   | Paramount Pictures/Platinum Dunes                                                                             | $483,804,754   | $125 млн | Кинофильм            |
| Губка Боб в 3D                         | 12 февраля 2015 года  | Paramount Pictures/United Plankton Pictures                                                                   | $323,436,538   | $74 млн  | Мультфильм           |
| Черепашки-ниндзя 2                     | 2 июня 2016 года      | Nickelodeon/Paramount Pictures/Platinum Dunes                                                                 | $146,819,439   | $135 млн | Кинофильм            |
| Монстр-траки                           | 13 января 2017 года   | Paramount Pictures                                                                                            | $64,493,915    | $125 млн | Кинофильм            |
| Волшебный парк Джун                    | 13 марта 2019 года    | Paramount Pictures/Ilion Animation Studios                                                                    | $40,249,734    | $100 млн | Мультфильм           |
| Дора и затерянный город                | 31 июля 2019 года     | Paramount Pictures/Paramount Players/Walden Media/Media Rights Capital                                        | —              | —        | Кинофильм            |
| Игры с огнём                           | 8 ноября 2019 года    | Paramount Players/Walden Media/Broken Road Productions                                                        | $64 398 450    | —        | Кинофильм            |
| Губка Боб в бегах                      | 14 августа 2020 года  | Paramount Pictures/Paramount Animation/Mikros Image/Media Rights Capital/Netflix                              | $4,810,790     | $60 млн  | Мультфильм           |
| Щенячий патруль в кино                 | 20 августа 2021 года  | Paramount Pictures/Spin Master Entertainment/Mikros Image                                                     | $117,135,929   | $26 млн  | Мультфильм           |
| Мой шумный дом: фильм                  | 20 августа 2021 года  | Netflix | —              | —        | Мультфильм           |
| The J Team (США)                       | 3 сентября 2021 года  | Paramount+ (США)/AwesomenessTV (США)                                                                          | —              | —        | Кинофильм            |
| Пёс-самурай и город кошек              | 15 июля 2022 года     | Paramount Pictures (США)/Flying Tiger Entertainment/Align/GFM Animation/HB Wink Animation/Aniventure/Cinesite | $41,815,707    | $45 млн  | Мультфильм           |
| Эволюция Черепашек-ниндзя (США)        | 5 августа 2022 года   | Netflix | —              | —        | Мультфильм           |
| Черепашки-ниндзя: Погром мутантов      | 2 августа 2023 года   | Paramount Pictures/Point Grey Pictures                                                                        | $118 610 556   | $70 млн  | Мультфильм           |
| Щенячий патруль: Мегафильм             | 29 сентября 2023 года | Paramount Pictures/Spin Master Entertainment/Mikros Image                                                     | $56 842 731    | —        | Мультфильм           |
| Марс и Мьюрри                          | TBA                   | Paramount Pictures/Mars                                                                                       | —              | —        | Кинофильм            |